# いがらしあみ
いがらし あみ（1989年5月15日 - ）は、アナウンサー。オフィスキイワード所属。本名は五十嵐 愛生（読み同じ）と書くが、放送出演時はひらがな表記。

## 人物
- 兵庫県西宮市出身。
- スポーツ全般を得意とする
  - 特に野球については西宮市立西宮高等学校の野球部でマネージャーを務めたこともあり、キャッチボールやスコア付けも得意とする。その経験から関西地区の高校・大学野球の事情にも精通する。阪神タイガースのファンでもある。
  - その他、登山やマラソンも趣味。
- 実母は『ABCヤングリクエスト』で1980年10月 - 1983年3月まで女性パーソナリティを務めた久本有香。同番組はのちにアシスタントを務める『おはようパーソナリティ道上洋三です』の道上洋三が初代パーソナリティの一人として名を連ねたABCの看板深夜番組である。
- 2020年8月17日 - 21日、道上洋三と当時のアシスタント野村朋未の休暇中に[2]、堀江政生とともに『おはようパーソナリティ』に出演。この時の愛称は「アミーゴ」であったが、その1か月半後に正式に第13代目アシスタントに就任してからは「あーみん」と呼ばれる。

## 過去の出演番組

### ラジオ
- 情報処ちゃーみせ93.5（FMなばり）
- ゴルフ場熱大陸（ラジオ関西）
- cafe@さくら通り（さくらFM）
- おはようパーソナリティ道上洋三です（朝日放送ラジオ）
  - アシスタント代理：2020年8月17日 - 21日
  - 第13代（最終）アシスタント：2020年10月5日 - 2022年3月25日）
- おはようパーソナリティ小縣裕介です（朝日放送ラジオ）
  - 2022年3月28日から2023年3月30日まで、初代のアシスタントを担当。平日の全曜日に編成されていた『 - 道上洋三です』から月 - 木曜分の放送枠を引き継いでいる関係で、金曜分の後継番組（『おはようパーソナリティ古川昌希です』）でアシスタントを務める去来川奈央が同番組を休演する場合には、『 - 道上洋三です』時代と同様に1週間を通じて出演していた。

### テレビ
- 高校野球兵庫大会決勝戦レポーター（サンテレビ）
- 高校野球兵庫大会レポーター（ベイ・コミュニケーションズ）
- ウィークリーひめじ（姫路ケーブルテレビ）
- チームベイコム（ベイ・コミュニケーションズ）
- ニュース&情報 5チャンDO!「ライブDO!中継リポーター」（テレビ和歌山）※「五十嵐愛生」名義
- 6時のわかやま（テレビ和歌山）
- ジモスポ（J:COM高槻）
- ADSニュース（アドバンスコープ）
- 近場ぐるっとFOODSハンター（アドバンスコープ）
- 輝け! キッズアスリート!（J:COMみやびじょん）
- 芋たこなんきん（NHK大阪放送局、総合テレビ/BS2/BSP/BS4K）※「五十嵐愛生」名義

### 映画
- 化粧師 KEWAISHI※「五十嵐愛生」名義
- ハリヨの夏※「五十嵐愛生」名義